# Michael Baxandall
Michael David Kighley Baxandall, FBA (18 d'agost de 1933 - 12 d'agost de 2008) va ser un historiador de l'art britànic i professor emèrit a la Universitat de Califòrnia a Berkeley. Va donar classes al Warburg Institute de la Universitat de Londres i fou curador del Victoria and Albert Museum.
Nasqué a Cardiff, fill únic de David Baxandall, comissari d'exposicions que fou durant una temporada directora de la National Gallery of Scotland. Va estudiar a la Manchester Grammar School i va estudiar filologia anglesa al Downing College (Cambridge), on tingué de professor a F.R. Leavis. El 1955 es va instal·lar a l'Europa continental, on va passar un any a la Universitat de Pavia (1955-1956), i després donà classes a una escola internacional a St. Gallen (Suïssa), de 1956 al 57. A Múnic va assistir a classes de l'historiador de l'art Hans Sedlmar i treballà amb Ludwig Heydenreich estudiant la cort d'Urbino al Zentrainstitut für Kunstgeschichte. Al seu retorn a Londres el 1958 va començar la que seria una llarga relació amb el Warburg Institute, inicialment a la col·lecció fotogràfica de la facultat, on va conèixer la seva futura esposa Kay Simon. Més tard fou col·laborador i estudiant d'Ernst Gombrich.

## Biografia i carrera acadèmica
A partir de 1961 Baxandall va treballar d'assistent al departament d'arquitectura i escultura del Victoria and Albert Museum, tornant a la seva feina al Warburg Institute el 1965 en qualitat de professor d'Estudis del Renaixement. Va rebre una càtedra de la Universitat de Londres el 1981, tot i que cada cop passava més temps als Estats Units, on tenia la càtedra A. D. White de la Universitat Cornell i on fou assignat professor a temps parcial d'història de l'art a la Universitat de Califòrnia a Berkeley el 1987. El 1991 esdevingué membre de l'Acadèmia Americana d'Arts i Ciències.
En la seva obra, Baxandall pretenia analitzar obres d'art explorant les condicions intel·lectuals, socials i físiques de la seva producció. Va morir de pneumònia, complicada per l'Alzheimer, el 2008.

## Obres
- «Giotto and the Orators»
- «Painting and Experience in 15th century Italy» (first published 1972) (Oxford University Press).
- «The Limewood Sculptors of Renaissance Germany» (published 1980, Yale University Press, paperback released in 1982).
- «Patterns of Intention: On the Historical Explanation of Pictures» (1985)
- «Tiepolo and the Pictorial Intelligence» (with Svetlana Alpers, 1994)
- «Words for Pictures» (2003)
- «Pictures for words» (2004, published under a pseudonym)
- «Shadows and Enlightenment» (2005)